# Kapanga flygplats
Kapanga flygplats är en flygplats i Kongo-Kinshasa som drivs av metodistkyrkan. Den ligger i provinsen Lualaba, i den södra delen av landet, 900 km sydost om huvudstaden Kinshasa. Kapanga flygplats ligger 922 meter över havet. IATA-koden är KAP och ICAO-koden FZSK.